# Bastion (Hügel)
Die Bastion ist ein 297 m hoher Hügel auf King George Island im Archipel der Südlichen Shetlandinseln. An der Admiralty Bay ragt er zwischen dem Tower Glacier und dem Windy Glacier auf.
Polnische Wissenschaftler benannten ihn 1984 deskriptiv.